# ليستير يونغ
ليستير يونغ (بالإنجليزية: Lester Young)‏ (و. 1909 – 1959 م) هو عازف كلارينيت، وعازف ساكسفون، وملحن، وعازف جاز، وموسيقي أمريكي، ولد في مسيسيبي، توفي في نيويورك، عن عمر يناهز 50 عاماً.

## جوائز
حصل على جوائز منها:
- جائزة قاعة مشاهير جرامي (2003).

## وصلات خارجية
- ليستير يونغ على موقع IMDb (الإنجليزية)
- ليستير يونغ على موقع الموسوعة البريطانية (الإنجليزية)
- ليستير يونغ على موقع ميوزك برينز (الإنجليزية)
- ليستير يونغ على موقع إن إن دي بي (الإنجليزية)
- ليستير يونغ على موقع أول ميوزيك (الإنجليزية)
- ليستير يونغ على موقع ديسكوغز (الإنجليزية)
- ليستير يونغ على موقع قاعدة بيانات الفيلم (الإنجليزية)

- ليستير يونغ في قاعدة بيانات الأفلام على الإنترنت